# Yigoga sincera
Yigoga sincera là một loài bướm đêm trong họ Noctuidae.